# Clethra alcoceri
Clethra alcoceri là một loài thực vật có hoa trong họ Clethraceae. Loài này được Greenm. mô tả khoa học đầu tiên năm 1905.